# Kormusik
Kormusik er et stykke musik, der er skrevet til kor.
Nogle, af de største komponister der har lavet musik for kor er: Bach, Beethoven, Mozart, Vivaldi, Haydn, Debussy, Händel osv.

## Kendt kormusik
- Halleluja af Händel i Messias
- Ode to joy af Beethoven i 9. symfoni (Beethoven)
- Carmina Burana af Carl Orff